# Onthophagus paucigranosus
Onthophagus paucigranosus là một loài bọ cánh cứng trong họ Bọ hung (Scarabaeidae).